# 중공군 춘계공세
중공군 춘계공세 또는 중공군 제5차 공세는 6.25 전쟁 당시 중국인민지원군이 수행한 군사 작전이다. 작전을 위해 70만 명으로 합산된 3개 야전군을 기동한 중공군 사령부는 1950년 11월부터 12월까지 수행한 제2차 공세 이래로 가장 규모가 큰 공세 작전을 수행했다. 작전은 1951년 여름부터 시작되었고 한반도에서 영원히 유엔군을 몰아내는 것을 목표로 삼았다.
공세의 첫 공격은 미국 제1군단의 다국적 부대에 맞서는 것으로 시작되었지만, 미국 제1군단은 4월 22일부터 4월 25일까지 발발한 설마리 전투와 가평 전투에서 맹렬히 저항했고 공세의 기동성을 약화시켜 서울 북쪽의 무명 전선에서 공세가 멈추게 되는 결과를 낳게 되었다. 1951년 5월 15일 중공군은 춘계 공세의 2차 기동성을 확보하기 위해 동쪽의 국군과 미국 제10군단을 공격하였다. 초기의 공세는 성공적이었지만 그들도 5월 20일이 되자 공세를 멈출 수 밖에 없었다. 5월 말 미국 제8군이 반격을 감행하였고 중공군은 이에 큰 손실을 입었다. 그러나 유엔군의 반격도 38도선 인근에서 중공군에 의해 저지됨에 따라 한국 전쟁은 교착전으로 바뀌었고 이러한 전쟁 양상은 1953년 정전 협상 때까지 지속되었다.

## 배경

### 중화인민공화국 개입
1950년 북한이 대한민국을 침공하고 한반도 대부분을 장악하였으나 낙동강 방어선 전투에서 수많은 군대를 잃은 후 북한군은 패배하기 시작했다. 유엔군이 인천 상륙 작전 이후 공세로 작전을 변경하였고, 이후 유엔군은 38선을 돌파하여 북한을 공격하기 시작했다. 중화인민공화국 정부는 그들의 주권 침해를 우려하여 미군이 38도선을 넘어올 시에 한반도에 군사적으로 개입할 것이라고 경고했다. 그러나 미국 대통령 해리 트루먼은 이러한 경고를 무시했다.
1950년 10월 중순 평양을 탈환한 유엔군과 국군은 압록강을 향해 진격을 감행하였지만 중국인민지원군은 이 무렵 압록강을 넘어 첫 공세를 개시했다. 이러한 공세는 발견되지 않았기에 유엔군 사령관 더글라스 맥아더는 크리스마스가 오기 전에 전쟁을 끝내 중국인민지원군이 한반도의 전쟁에 개입할 시간을 주지 않으려 했다. 이에 맞서 중국인민지원군 사령부는 전면적인 공세를 감행해 북한 지역에서 유엔군을 완전히 몰아냈고 38선 이남으로 전선을 옮기려고 했다. 1951년 1월 4일 서울이 다시 공산군의 수중에 넘어갔고 유엔군은 1951년 1월 휴전 협상을 개시하려고 했다. 그러나 마오쩌둥과 중국인민지원군 수뇌부는 협상을 거부했고 이에 따라 유엔 안전보장이사회는 중화인민공화국을 침략자로 비난하고 한반도에서 철수할 것에 동의하는 결의안 제498호를 채택했다.

### UN군 반격
더글라스 맥아더를 대체하여 새로운 사령관이 된 매슈 리지웨이는 공산군으로부터 서울을 재탈환하기 위해 북쪽 방면으로 반격을 감행하였고 38도선 일대의 고지를 점령하기 위해 중공군과 치열한 싸움을 벌였다. 선더볼트 작전 이후 유엔군은 서울을 탈환하고 38도선 이남의 영토를 회복했으나 인민의용군 사령부는 제4차 공세로 알려진 반격전을 감행해 다시 유엔군을 남쪽으로 밀어붙였다. 그러나 유엔군의 저항으로 이 공세도 일부 영토만을 얻은 채 순식간에 저지되고 말았다.
이 무렵 중공군은 대부분은 심각한 피해를 입었고 끊임없는 공세와 피로로 인해 사기가 완전히 저하되었다. 설상가상으로 미국 공군이 그들의 보급로를 지속적으로 폭격하여 중공군은 식량과 보급물자의 부족으로 인해 전투력이 더욱 약화된 상황이었다. 이와는 반대로 유엔군은 초기에 일어났던 최근의 반격 작전을 통해 전방의 전투 편성이 넓게 분산되어 있었다.

## 서막
중국인민지원군 사령관 펑더화이와 나머지 사령관들은 한반도에서 영구적으로 유엔군을 몰아내기로 결정하고 그의 전선 병력을 재정비했다. 또한 중국 사령부는 3개의 야전군과 3개의 북한 군단을 공격부대로 결집시켰는데 총 70만 명이었다. 펑더화이는 제3, 제9, 제19군집단의 27만 명에게 서울 방면으로 공격할 것을 명령했고 나머지 부대는 전선의 각지로 분산 배치되었다. 분산 배치된 병력 중 214,000명은 지원 및 수송 목적을 위해 전략 부대로 배치되었다. 마오쩌둥의 지휘를 받는 인민지원군의 제3, 제19군은 1951년 2월부터 한반도에 투입되기 시작하였고, 이들은 4개의 야포 사단과 2개의 장거리포 사단, 4개의 대공사단과 1개의 다연장 로켓포 사단, 그리고 4개의 전차여단을 보유하고 있었다. 이러한 사단 배치는 한국 전쟁 발발 이후 중공군이 군대를 투입한 이래 처음 있는 배치이기도 했다. 펑더화이와 공산군 지도자는 그들이 전투에서 승리할 시 노동자의 날에 서울에서 행진할 것이라고 약속하기도 했다.
유엔군은 공산군에 대한 최근의 승리로 인해 자신감에 차 있었고 이러한 중공군의 공세에 대해 인식하지 못하고 있었다. 지뢰나 장애물을 설치하는 것과 같은 방어 작업은 전혀 이루어지지 않았다. 몇몇 대한민국 부대는 중공군 4차 공세로 인해 인원이 대폭 감소하였지만 그들은 여전히 15만 명이나 되는 야전군을 보유하고 있었다. 유엔군 전체 야전군 병력은 418,000명이었지만 전선에 배치된 예하 부대 사이에는 여전히 틈이 남아 있기도 했다. 공세가 시작될 무렵에 이러한 틈새는 유엔군 사령부에 치명적인 것으로 입증되었는데 이는 중공군의 제2차 공세 때에 발발한 문제를 반복한 것이기도 했다. 예를 들어 임진강 부근의 글로스터셔 연대와 얼스터 소총 왕립 연대는 19km 정도 떨어져 있었는데 이는 중공군이 그 사이를 비집고 들어가 글로스터 연대를 궤멸시키는 계기가 되기도 했다.

## 전투

### 제1차 공세

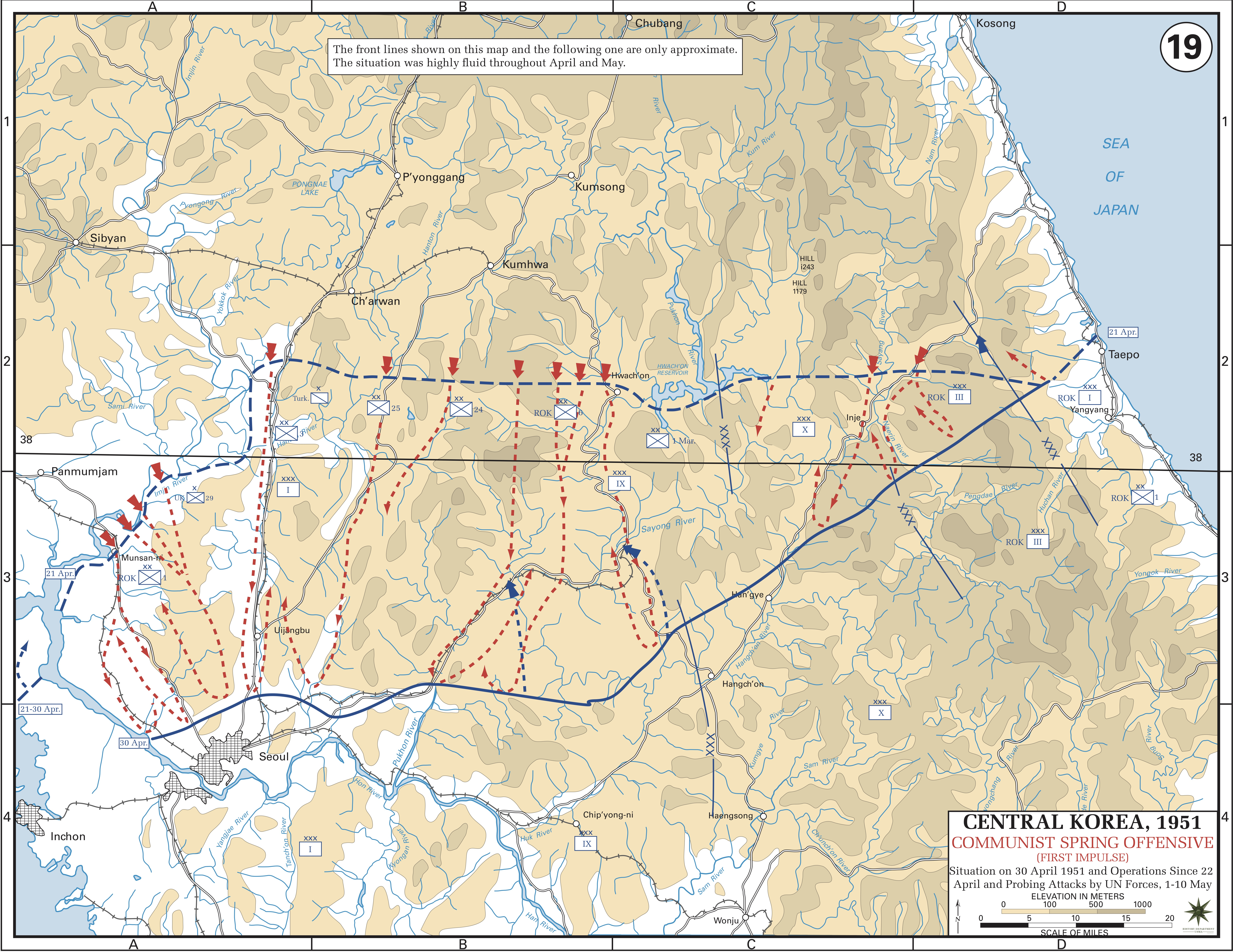
1951년 제1차 공세 당시 중공군이 획득한 영토.

중공군의 춘계 공세는 1951년 4월 22일 중공군이 임진강 남안에 주둔한 유엔군을 공격하면서 시작되었다. 임진강은 서울로 향하는 역사적인 침입로에 위치한 전략적으로 중요한 요충지였다. 전투가 벌어진 곳은 영국군 제29보병여단이 방어하고 있었던 곳으로, 제29보병여단은 3개의 영국군 보병대대와 1개의 벨기에 보병대대로 구성되어 있었다. 영국군은 전차와 포병으로부터 지원을 받고 있었다. 수적으로 우세한 적군과 맞닥뜨렸음에도 불구하고 여단은 3일 동안 위치를 사수하며 적군의 인해전술을 격퇴시켰고 이 과정에서 중공군은 1만 명 이상의 피해를 입었다. 그러나 제1대대 글로스터 여단은 중공군에게 포위된 이후 거의 궤멸되었고 살아남은 이들은 포로가 되었다. 전투 과정에서 여단은 1,091명의 사상자가 나왔으며 이 중 622명은 글로스터 여단에서 발생했다. 이 전투에서 영국군에 비해 10배나 많은 사상자가 발생했지만 중공군은 이 전투를 전쟁 기간 동안의 놀라운 업적 중 하나로 생각하고 있었다. 제29보병여단이 피해를 입고 철수하는 동안 필리핀 분견대는 율동 전투에서 후위를 방어하며 영국군의 철수를 지원했다. 임진강 전투에서 다른 유엔군 부대와 협력한 필리핀군의 작전은 중공군 공세의 기동력을 약화시키고 유엔군이 철수할 시간을 벌어주었다. 유엔군은 서울에서 북쪽으로 5마일 떨어진 "무명 전선"이라는 지역에서 방어적 위치로 전환했고 중공군의 공세는 이 지역에서 저지되었다. 양측은 이 때 중공군이 노동자의 날에 서울 시가를 행진할 수 있다는 관망이 실패할 것이라는 것을 깨달았다. 반면에 유엔군은 중공군이 서울을 재점령하는 것을 막음으로써 전략적인 이익을 얻었음에도 불구하고 영국군 여단의 큰 손실은 영국과 유엔 사령부 내에서 많은 논란을 불러 일으켰다.
가평군에서는 영국군 제27보병여단이 가평 협곡 지역에서 방어 지점을 설치하고 있었는데 이 지역 또한 남쪽의 서울로 이어지는 중요한 길목이었다. 제3왕립 오스트레일리아여단과 패트리샤 공주의 캐나다 경보병연대가 가평 협곡을 따라 주둔하며 4월 23일 방어 지역을 서둘러 보강했다. 대한민국 병사 수천 명이 이 지역을 따라 철수할 무렵 중공군은 어둠을 틈타 여단의 방어 지점에 타격을 입혔고 504고지에서 오스트레일리아군을 저녁과 다음 날까지 공격했다. 수적으로 압도적인 열세였지만 제27보병여단은 오스트레일리아군이 4월 24일 저녁 여단의 측면 지점으로 철수하기 전까지 그들의 방어 지점을 사수했고 이 과정에서 양측 모두 엄청난 사상자가 발생했다. 중공군은 그들의 목표 지점을 677고지에 있는 캐나다군으로 바꿨지만 야간의 격렬한 전투로 인해 중공군은 캐나다군을 몰아낼 수 없었다. 가평 전투는 중공군의 공세를 약화시키는데 기여했으며 가평에서 오스트레일리아군과 캐나다군의 전투는 유엔군 사령부의 중부 전선이 뚫리는 것을 막고 궁극적으로는 서울의 재함락을 막는데 중요한 역할을 했다. 전투는 결과적으로 중공군 공격의 예봉을 꺾어놓음으로써 중공군 전체 사단의 공격을 정지시켰다. 다음 날 중공군은 협곡을 벗어나 북쪽으로 이동했는데 이는 공세의 제2차 기동성을 위해 재집결하기 위함이었다.

### 제2차 공세
중국인민지원군은 펑더화이의 보고에 따르면 첫 번째 공세에서 그들의 전략적 주도권을 잃었음에도 불구하고 마오쩌둥은 여전히 공세의 2단계를 실행할 것을 주장했다. 1951년 5월 15일 인민지원군 사령부는 제2차 춘계 공세를 감행하여 10만 명의 병사들을 이끌고 소양강 동쪽의 대한민국 국군과 미국 제10군단을 공격했다. 화천 저수지를 확보하여 초기에 성공적인 전투를 벌였으나 용문산 전투에서 대한민국 국군이 중공군에 맞서 저항함에 따라 이 공세 또한 5월 20일 정지되고 말았다. 5월 21일 중공군은 용문산 전투에서 큰 피해를 입고 소양강 일대까지 다시 후퇴했다. 5월 말 미국 제8군이 반격을 감행하여 캔자스선을 다시 확보하였고 중국인민지원군은 다시 38도선 이북으로 후퇴하였다. 중공군이 제5차 공세의 마지막 날까지 공격을 계속 시도했으나 중국 제180사단은 유엔군에 의해 완전히 포위되었다. 격전 이후 사단은 완전히 궤멸되었고 예하 여단은 모든 방향으로 뿔뿔이 흩어져 도주했다. 제180사단의 남아있는 병사들은 버려지거나 아니면 게릴라전을 시도했으나 실패했다. 결국 무기와 식량의 부족으로 180사단 병력 중 5,000명이 유엔군에 항복했다. 도주했던 사단장과 다른 장교들은 철저히 조사된 끝에 중국으로 송환되어 지위가 강등되었다. 38도선 이남에서 중국인민지원군을 몰아내기 위한 시도는 캔자스선 일대에서 시행되었지만 이 시도 또한 5월 27일 상황을 완화시키기 위해 인민지원군 제42사단과 제47사단이 신속히 투입되면서 불확실해졌다. 중국인민지원군은 야간에 기습 공격을 한 후 주간에 도주함으로써 유엔군 병력이 돌파를 할 수 없도록 저지했고 북쪽 선의 어떠한 지역도 점령할 수 없게 만들었다.
한편 1951년 5월 26일부터 27일까지 경기도 가평군 북면 화악리에서 중국인민지원군이 대규모 공세를 펼치며 미군 유타주 방위군 소속 제213야전포병대대과 전투를 벌였다. 이 과정에서 제213야전포병대대는 보병 지원 없이 고립된 상태에서 밤새 포격과 백병전을 벌였다. 병사들은 신관을 0.5초로 설정해 적 머리 위에서 포탄이 터지도록 하는 등 근접 전투로 방어에 성공했다. 중국군은 가평 일대에서 탈출을 시도했지만, 미군의 정찰과 집중 포격으로 큰 피해를 입고 흩어졌다. 일부 중국군은 산길에서 고립되었으며, 미군은 새벽까지 전투를 이어가며 중국인민지원군의 투항을 받아냈다. 최종적으로 미군과 대한민국 국군의 협력으로 방어선이 유지되었고, 중국인민지원군의 방어선 돌파 시도는 무산되었다.

## 여파
춘계 공세는 중국인민지원군이 전쟁 기간 동안 수행한 전면적 공세 중 마지막인 것으로 보인다. 중국인민지원군은 유엔군을 한반도에서 완전히 몰아내겠다는 계획은 실패했을 뿐만아니라 그들이 입은 손실은 너무 컸기에 유엔군이 몇 주 동안 벌인 영토 탈환 작전을 지연시키거나 그들에게 제한적 공세를 가하는 것이 중공군이 할 수 있는 최대한의 작전이었다. 그렇지만 중국인민지원군과 북한군은 38선 서남쪽 일대에 영토를 확보하였고 유엔군이 전쟁이 끝날 때까지 이 지역을 점령하지 못하게 했다. 대표적인 예가 개성시로, 유엔군은 코리저스 작전 이래로 이 도시를 점령했지만 중국인민지원군의 춘계 공세 이후로는 이 지역을 다시는 확보할 수 없었다. 결국 중국인민지원군군의 공세는 전후 남북한의 국경을 설정하는데 어느 정도 영향을 미쳤다고 볼 수 있다. 이러한 일례들은 중국인민지원군이 그들의 손실에도 불구하고 전술적인 승리를 거두었다고 볼 수 있지만 한반도를 공산화하겠다는 중국인민지원군의 기본 전략은 실패했기 때문에 작전 상으로는 공세가 실패했다고 볼 수 있다. 유엔군은 38도선 일대의 몇몇 잃어버린 지역을 수복하는데 실패했지만 공산군이 한반도를 장악하는 것을 저지함으로써 전략적인 목표는 달성했다. 그러나 이들은 38선 이북에서 완전히 공산군을 몰아내지 못했다는 점에서 한계가 있다. 전반적으로 보았을 때 이 공세는 양측 모두에게 무승부였던 것이다.
그러나 38도선 동북쪽에 유엔군이 주둔한 것으로 인해 인민의용군 사령부는 제6차 공세라 불리는 제한적 공세를 계획하였다. 그러나 1951년 6월 10일 개성에서 양측이 정전협정을 시작함에 따라 양측은 38도선을 중심으로 더 많은 영토를 확보하려고 하는 데 주력했다. 공세는 이러한 상황에도 불구하고 9월 4일 실행되었고 금성군 일대를 향해 중국인민지원군 제20군이 공격을 감행하였다. 중국인민지원군은 압록강 일대에서 더 많은 군대를 파병하였지만 양측 모두 다시 전선이 교착되어 공세는 이 달 말 끝나게 되었다. 마지막 중국인민지원군의 공세는 금성 전투로, 중국인민지원군은 이 전투에서 다시 승리를 거두었지만 금성 지역에서만 벌어졌다는 점, 그리고 1953년 정전 협정 직전이었다는 점에서 전면적 공세는 아니었다.
양측은 춘계공세 때 큰 손실을 입었고 전선은 7월 달부터 상대적으로 교착되기 시작했다. 전쟁 초기의 기동화 전략을 통한 신속한 전쟁의 양상은 이 공세 이후 거의 나타나지 않았으며 제1차 세계 대전의 참호전과 비슷한 교착전이 발생하게 되었다. 양측 모두 한반도를 하나의 이념 하에 통일한다는 것이 불가능해졌음을 알게 되었고 남북한을 가르는 국경도 전쟁 발발 당시인 38도선 일대로 거의 되돌아간 상황이었다. 정전 회담이 시작됨에 따라 양측은 38도선 일대에서 유리한 고지를 차지하기 위해 전투를 벌이기 시작했다.

## 같이 보기
- 삼각고지 전투
- 선더볼트 작전
- 1·4 후퇴